# Apfelberg (Naturschutzgebiet, Main-Tauber-Kreis)
Apfelberg ist ein Naturschutzgebiet auf der Gemarkung des Werbacher Ortsteils Gamburg im Main-Tauber-Kreis in Baden-Württemberg.
Es gibt in Baden-Württemberg ein namensgleiches Naturschutzgebiet Apfelberg im Landkreis Karlsruhe. Es trägt die SGB-Nr. 1.042.

## Geschichte
Durch Verordnung des Regierungspräsidiums Stuttgart über das Naturschutzgebiet Apfelberg vom 11. April 1978 wurde ein Schutzgebiet mit 22,5 Hektar ausgewiesen.

## Schutzzweck
„Wesentlicher Schutzzweck ist die Erhaltung der landschaftlichen Vielfalt und Schönheit der Kuppe des Apfelbergs mit seinen Hängen als besonders wertvoller Lebensraum einer artenreichen, Wärme und Trockenheit liebenden Pflanzen- und Tierwelt“ (LUBW).

## Flora und Fauna
Bergkuppe (380 m) aus Wellendolomit und Wellenkalk, am bewaldeten Nordhang Decke aus pleistozänem Löß, am Südhang früher Weinberge. Waldfreies Gelände mit Blaugras-Rasen bzw. Halbtrockenrasen, in denen Fieder-Zwenke vorherrscht. Am Nordhang thermophiler Seggen-Buchenwald. Im Halbtrockenrasen Anflug von Gehölzpflanzen. Verschiedentlich Kiefernaufforstung.